# Roque de los Muchachos
Roque de los Muchachos è il nome dato alla cresta rocciosa che costituisce il punto più alto dell'isola di La Palma nelle Isole Canarie.
La massima altezza è di 2.426 metri sul livello del mare e risulta essere la seconda vetta dell'arcipelago, dopo il Teide. 
Sul Roque de los Muchachos, grazie all'elevata chiarezza del cielo, si trova il famoso Osservatorio del Roque de los Muchachos, dalla cui cima è possibile vedere le isole di Tenerife, La Gomera e El Hierro. 
Il nome Roque de los Muchachos deriva dalla forma della rocca, costituita da piccole rocce alte circa 3 metri, che assomigliano a un gruppo di ragazzi.